# Provincia del Cotopaxi
La provincia di Cotopaxi è una delle ventiquattro province dell'Ecuador, il capoluogo è la città di Latacunga. Prende il nome dal vulcano omonimo.

## Geografia fisica
La provincia è situata a sud della città di Quito sotto l'Equatore nella regione andina (Sierra) del paese. Confina a nord con la Provincia del Pichincha, ad est con quella di Napo, a sud con le province di Tungurahua e Bolívar e ad ovest con le province di Santo Domingo de los Tsáchilas e di Los Ríos.
Dal territorio montuoso della provincia si erge il vulcano Cotopaxi (5897 m s.l.m.), l'ambiente è caratterizzato dall'ecosistema del páramo che contraddistingue anche l'ambiente intorno alla Laguna de Quilotoa, un lago racchiuso nel cratere del vulcano omonimo situato nel centro della provincia.

## Cantoni
La provincia è suddivisa in sette cantoni:
| # | Cantone   | Capoluogo  |
| - | --------- | ---------- |
| 1 | La Maná   | La Maná    |
| 2 | Latacunga | Latacunga  |
| 3 | Pangua    | El Corazón |
| 4 | Pujilí    | Pujilí     |
| 5 | Salcedo   | San Miguel |
| 6 | Saquisilí | Saquisilí  |
| 7 | Sigchos   | Sigchos    |